# 플로렌타인 호프만
플로렌타인 호프만(네덜란드어: Florentijn Hofman)은 네덜란드 출신의 조형예술가, 설치예술가이다.

## 설명
플로렌타인 호프만은 1977년 4월 16일 네덜란드 동북부의 델프제일에서 태어났다. 에먼에서 초등학교와 중등학교를 졸업했고 캄펜과 독일 베를린의 예술 학교에서 미술을 공부했다.
그는 장난감이나 일상물을 거대하게 만들어 공원이나 길, 물 위 등 사람들의 시선이 집중되는 공공장소에 전시해 왔다. 그가 이런 장소를 택한 이유를 다음과 같이 설명했다. "예술을 접할 기회가 없었던 대중이 작품에 쉽게 접근할 수 있게 하고, 내 작품을 통해 공공장소를 변화시키고 싶었다."
작품으로 다룬 주요 소재는 토끼, 개, 하마, 오리 등이 있다. 이 중 고무 오리 인형을 거대화한 러버 덕은 전세계를 순회하면서 프로젝트 형식으로 계속하여 전시 중이다.

## 사진

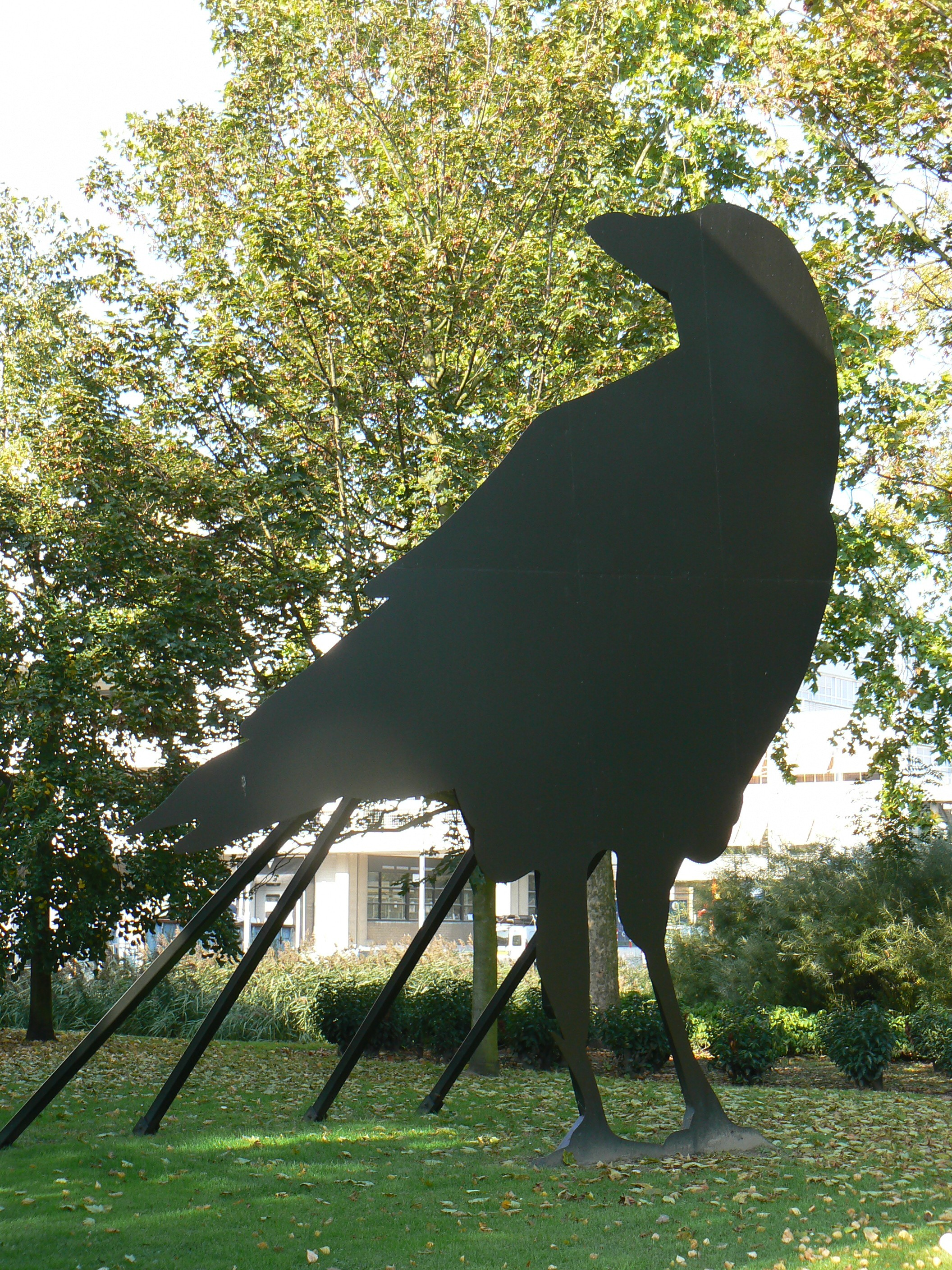
까마귀. 로테르담 자연사박물관
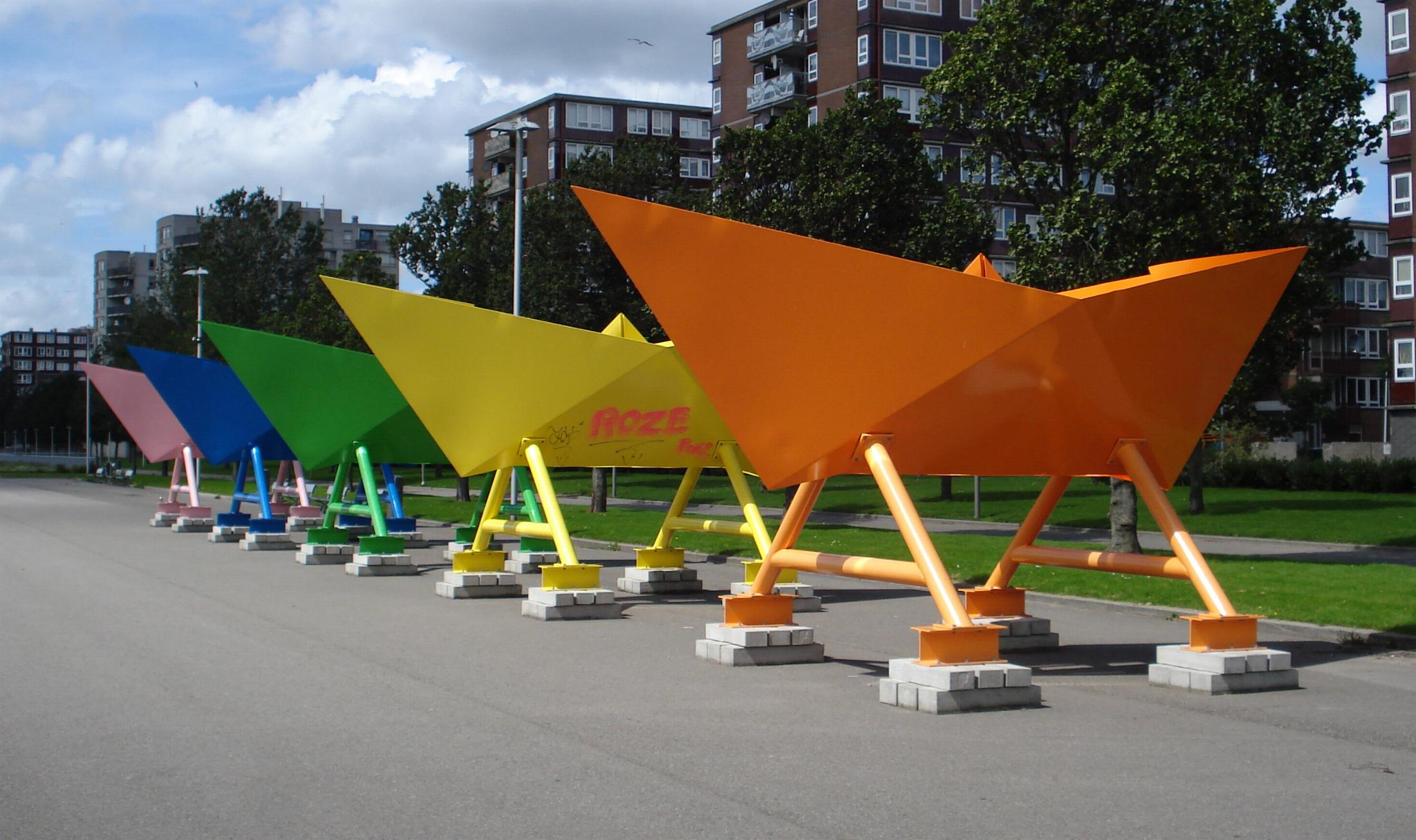
종이배. 로테르담

## 같이 보기
- 러버 덕 (예술품)

## 참고 문헌
1. ↑  Curriculum Vitae 보관됨 2013-11-03 - 웨이백 머신, Florentijn Hofman. 2015-03-09 확인.
2. ↑  “모든 사람과 즐거운 소통”… ‘러버덕’ 만든 플로렌타인 호프만 방한, 국민일보, 2014-10-22 작성, 2015-03-09 확인.